# Galtåsens station

Galtåsens station är en järnvägsstation (håll- och lastplats) i byn Kinnared i Ulricehamns kommun i Västergötland. Stationen låg vid järnvägen mellan Ulricehamn och Jönköping (Borås-Jönköpings järnvägar, BsJJ) som anlades 1940 och lades ner 1960.
Stationshuset var en envånings träbyggnad. Den var bemannad fram till 1958 och såldes på auktion 1967. Den 13 februari 1974 brann stationshuset ner.
Stationsplatsen ligger cirka 310 meter över havet. Ungefär en kilometer från platsen ligger Västergötlands högsta punkt: Galtåsen.